# عسلة شرقية
عسلة شرقية (الاسم العلمي:Lonicera orientalis) هي نوع غير مؤكد من النباتات يتبع جنس العسلة من الفصيلة المعزية الورق.